# Beesia
Beesia es un género  de plantas  perteneciente a la familia Ranunculaceae. Se distribuyen por China, Burma y Tíbet. El género comprende 4 especies descritas y de estas, solo 2 aceptadas.

## Descripción
Es una planta herbácea perenne con rizoma robusto. Las hojas son basales 2-4 y pecioladas, simples, cordadas y dentadas. Las flores son de color blanco, actinomorfas con 5 sépalos petaloides, sin pétalos y numerosos estambres. Las semillas son ovoides, globosas y rugosas. 

## Taxonomía
El género fue descrito por Balf.f. & W.W.Sm.  y publicado en Notes from the Royal Botanic Garden, Edinburgh 9: 63. 1915. La especie tipo es: Beesia cordata Balf. f. & W.W. Sm. 

## Especies aceptadas
A continuación se brinda un listado de las especies del género Beesia aceptadas hasta marzo de 2013, ordenadas alfabéticamente. Para cada una se indica el nombre binomial seguido del autor, abreviado según las convenciones y usos:
- Beesia calthifolia Ulbr.
- Beesia deltophylla C.Y.Wu